# Jon Cincebox
Jon Cincebox, conosciuto anche come Cincebeaux (Endicott, 12 dicembre 1936 – Rochester, 21 ottobre 2016), è stato un cestista statunitense, professionista nella ABL.

## Carriera
Dopo la carriera universitaria a Syracuse, venne selezionato dai Syracuse Nationals al terzo giro del Draft NBA 1959, con la 21ª scelta assoluta.
Disputò una stagione nella ABL con i Pittsburgh Rens, con cui giocò 65 partite con 9,0 punti di media.